# Disturbios raciales de Omaha de 1919

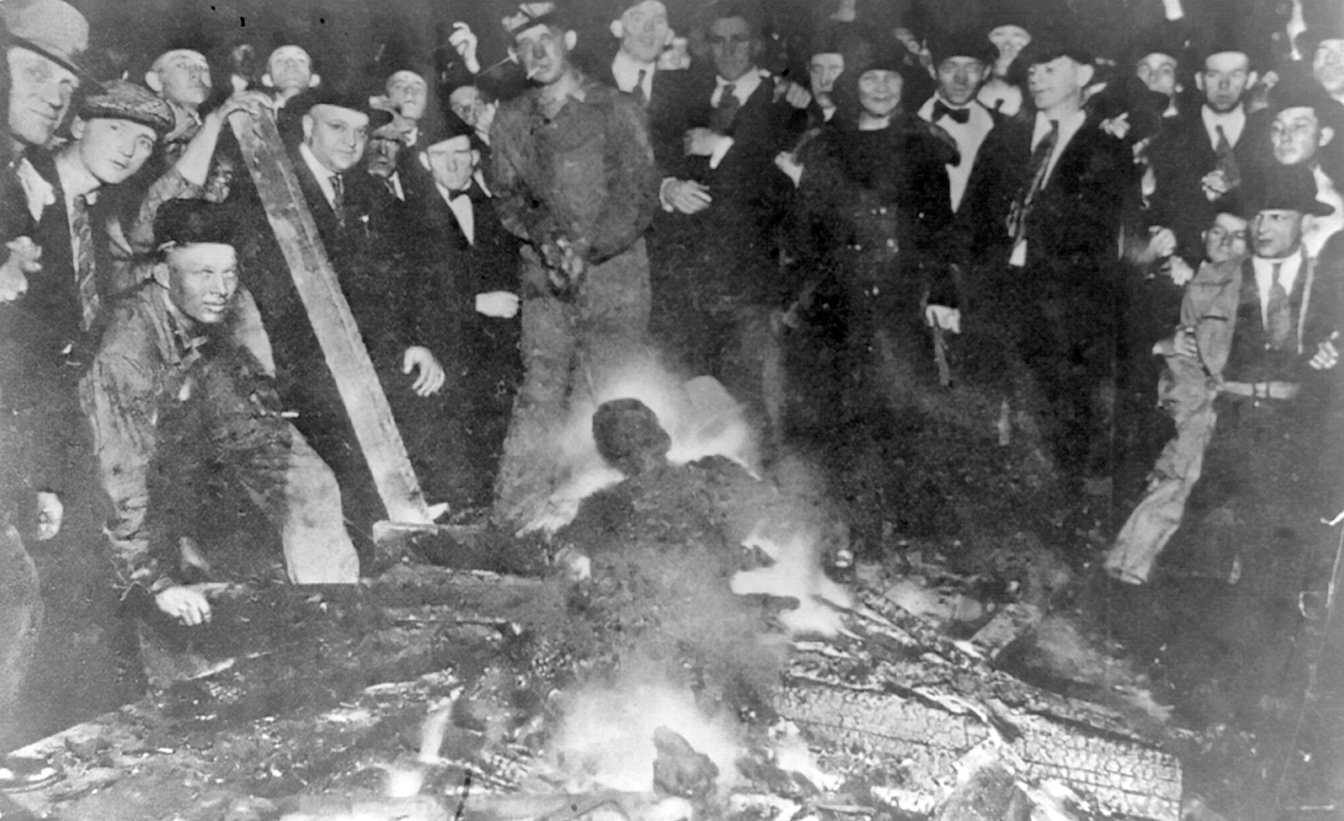
Otra imagen del linchamiento de Will Brown, que fue ahorcado, el cadáver tiroteado y luego bajado, arrastrado por las calles y finalmente quemado.

Los disturbios raciales de Omaha de 1919, fueron una serie de sucesos trágicos ocurridos en Omaha (estado de Nebraska), los días 28 y 29 de septiembre de 1919. Los disturbios resultaron en la muerte de dos hombres blancos, el brutal linchamiento de Will Brown, un obrero negro de cuarenta y un años, el intento de ahorcamiento del alcalde de la ciudad, Edward Parsons Smith, y el incendio del Tribunal del Condado de Douglas, en el centro de Omaha, por parte de varios miles de blancos.
Este suceso se encuadra dentro los numerosos disturbios ocurridos en numerosas ciudades industriales en Estados Unidos durante el llamado Verano Rojo de 1919.
Algunas voces destacadas, como el general Wood, culparon de los disturbios a miembros afiliados al sindicato Industrial Workers of the World (Trabajadores Industriales del Mundo), sindicato compuesto por marxistas y anarquistas. Todas las acusaciones se demostraron falsas. Estas acusaciones se enmarcan dentro del llamado Temor rojo (en inglés: Red Scare), periodo de fuerte anticomunismo en Estados Unidos que conllevó la persecución, detención, deportación y ejecución de sospechosos de simpatizar con esta ideología u otras corrientes izquierdistas revolucionarias.